# Acarichthys heckelii
Acarichthys heckelii é uma espécie de peixe encontrado na América do Sul da família Cichlidae. É o único membro do gênero Acarichthys. Pode ser encontrado nas bacias do rio Amazonas e do Essequibo.